# چینل (آریزونا)
چینل (به انگلیسی: Chinle) یک منطقهٔ مسکونی در ایالات متحده آمریکا است که در شهرستان آپاچی، آریزونا واقع شده‌است. چینل ۴۱٫۵۸ کیلومتر مربع مساحت و ۴٬۵۱۸ نفر جمعیت دارد و ۱٬۶۷۸ متر بالاتر از سطح دریا واقع شده‌است.